# Je t'aime, je t'aime, je t'aime
Albums de Johnny Hallyday
Insolitudes
(1973) Rock'n'Slow
(1974)
Singles
1. Prends ma vie - Trop belle trop jolie
Sortie : 18 mars 1974
2. Je t'aime, je t'aime, je t'aime - Danger d'amour
Sortie : 14 mai 1974

Je t'aime, je t'aime, je t'aime est le 17e album studio de Johnny Hallyday, il sort le 29 mai 1974.
L'album est réalisé par Jean Renard.

## Histoire
Michel Mallory est, après Philippe Labro en 1971 (voir l'album Flagrant délit), le deuxième parolier à écrire l'ensemble des chansons d'un album de Johnny Hallyday.
Deux titres, Je t'aime, je t'aime, je t'aime et Prends ma vie, sont enregistrés à Rome, en janvier 1974, dans les catacombes de la Basilique Sacro Cuore Immacolato di Maria, transformée pour l'occasion, par Ennio Morricone, en studio d'enregistrement. Johnny Hallyday est accompagné par les musiciens André Ceccarelli (batterie), Claude Engel, Jean-Pierre "Rolling" Azoulay (guitares) et Tony Bonfils (basse), en complément des grandes orgues de l'église. L'enregistrement est supervisé par Gabriel Yared qui écrit les arrangements d'orgue et violons et compose, avec Jean Renard, une introduction symphonique.

## Autour de l'album
- Référence originale : Philips 9101 002 (l'album sort sous deux pochettes légèrement différentes)

- édition CD en 2000 en fac-similé, référence originale :

## Titres
| 1.  | Je t'aime, je t'aime, je t'aime           | Michel Mallory              | Jean Renard     | 6:50 |
| 2.  | Mon amour perdu                           | Michel Mallory              | Michel Mallory  | 2:54 |
| 3.  | Hey Louisa                                | Michel Mallory              | Gary Wright     | 2:47 |
| 4.  | J'ai pleuré sur ma guitare (Loving Arms)  | Michel Mallory (adaptation) | Tom Jans        | 3:01 |
| 5.  | Danger d'amour                            | Michel Mallory              | Johnny Hallyday | 2:39 |
| 6.  | Prends ma vie                             | Michel Mallory              | Jean Renard     | 3:07 |
| 7.  | Je construis des murs autour de mes rêves | Michel Mallory              | Johnny Hallyday | 3:02 |
| 8.  | Chanson pour Lily                         | Michel Mallory              | Michel Mallory  | 3:15 |
| 9.  | Trop belle, trop jolie                    | Michel Mallory              | Johnny Hallyday | 3:39 |
| 10. | Le rock'n'roll                            | Michel Mallory              | Michel Mallory  | 3:36 |

## Musiciens
- Orchestre Gabriel Yared (titres : 1,2,3,5,6,7,8,9,10)
- Bases rythmiques (titres : 2,3,5,7,8,10)

Batterie : Mike Kellie
Guitare : Mick Jones
Basse : Klaus Voormann
Orgue, piano, clarinette : Gary Wright
Trompette : Jeff Reynolds
Saxophone alto : René Morizur
- J'ai pleuré sur ma guitare :
  - Orchestre Raymond Donnez

Piano : Jean-Michel Barney
Guitare : Jean-Pierre Azoulay
Batterie : Tommy Brown
Basse : Gérard Mondon
- Je t'aime, je t'aime, je t'aime et Prends ma vie :
  - Aux Grandes Orgues de la Basilique Sacro Cuore Immacolato di Maria à Rome :

Direction : Gabriel Yared
Batterie : André Ceccarelli
Basse : Tony Bonfils
Guitare : Jean-Pierre Azoulay
- Studio d'enregistrements :
  - Londres

Audio International Studio : prise de son Alistair Cunningham
Olympic Studio - Island Studio - Alvin Lee Studio : prise de son Chris Kimsey (en)
- Paris

Studio L.S.B. : prise de son Charles Raucher
Studio Davout : prise de son Bill Bradley
- Rome

Orthoponic Studio : prise de son Pino Mastroianni

## Classements hebdomadaires
| Classement (2000) | Meilleure position |
| ----------------- | ------------------ |
| France (SNEP)     | 36                 |